# Phyllachora stephaniae
Phyllachora stephaniae är en svampart som först beskrevs av Marjan Raciborski, och fick sitt nu gällande namn av Racib. ex Theiss. & Syd. 1915. Phyllachora stephaniae ingår i släktet Phyllachora och familjen Phyllachoraceae.   Inga underarter finns listade i Catalogue of Life.